# Fondue

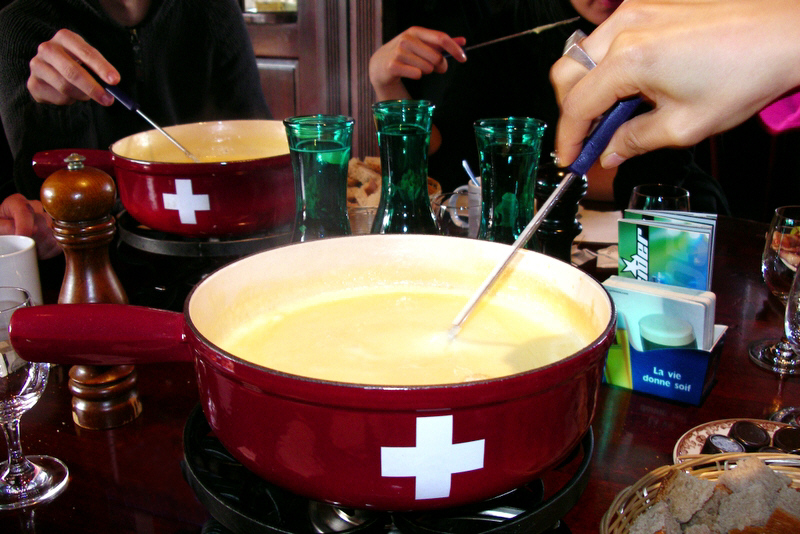
Ostfondue

Fondue är en schweizisk nationalrätt som består av vitt vin och smält ost, i vilken brödbitar doppas.  Namnet härstammar från det franska verbet fondre, vilket betyder smälta. Folksägnen säger att schweiziska herdar hittade på den. Man samlades kring en gryta, caquelon och där doppade var och en sina brödbitar. Ost, vin och bröd var ju förhållandevis billiga ingredienser, och därtill räckte det med en kastrull och en eldslåga för att smälta osten med vinet och doppa brödet.
Enligt traditionen får man ett straff om man tappar brödbiten i pannan/grytan. En kvinna som tappar en brödbit skall kyssa mannen till vänster om henne, medan en man förväntas köpa en flaska vin till sällskapet.

## Varianter på Fondue
- Schweiziska varianter
  - Fondue från Neuchâtel: Gruyère, Emmentaler
  - Fondue från Vaud: Gruyère
  - Schweizisk fondue: Gruyère, Emmentaler
  - Centralschweizisk fondue: Gruyère, Emmentaler, Sbrinz
  - Fondue moitié-moitié: Gruyère, Vacherin fribourgeois
  - Fondue från Fribourg eller kall fondue: Vacherin fribourgeois
  - Östschweizisk Fondue: Appenzeller, Emmentaler och Tilsiter (stark)
  - Kryddig fondue: Gruyère, paprika, peppar
  - Fondue med svamp: Gruyère, Vacherin fribourgeois, svamp
- Fondue från Savojen: Beaufort, Comté, Emmentaler
- Fondue från Jura: Comté
- Fondue från Italien: Fontinaost

## Utvecklingar

### Köttfondue
- Burgundisk fondue: bitar av nötkött som tillagas genom att doppas i kokande olja och sedan serveras med sås.
- Kinesisk fondue: grönsaker, fisk och skaldjur som tillagas genom att doppas i kokhet buljong.
- Vinfondue eller "Fondue Bacchus": Kött tillagas genom att doppas i kokande vin.

### Söt Fondue
- Chokladfondue: frukt- eller kakbitar som doppas i smält choklad, till exempel Toblerone.